# 加茂村 (千葉県)
加茂村（かもむら）は、かつて千葉県市原郡にあった村。現在の市原市の南部に位置していた。
1954年、昭和の大合併の時期に成立し、10年あまり存続したのち市原市に編入された。旧村域は市原市役所加茂支所の所管区域となっており、加茂地区と呼ばれている。

## 沿革
- 1954年（昭和29年）1月15日 - 高滝村・富山村・里見村・白鳥村が合併し、市原郡加茂村が発足。
- 1967年（昭和42年）10月1日 - 南総町とともに市原市に編入され消滅。

## 交通

### 鉄道
- 小湊鉄道
  - ■小湊鉄道線
    - 上総久保駅 - 高滝駅 - 里見駅 - 飯給駅 - 月崎駅 - 上総大久保駅 - 養老渓谷駅

## 参考資料
- 市原のあゆみ[要文献特定詳細情報]